# John TC & the Troubleshooters
John TC & the Troubleshooters ist eine Country- und Rock-n-Roll-Band aus Österreich.

## Geschichte
Gegründet wurde die Band im Herbst 2008 von John TC und Harald Zuschrader. Begonnen hatte man das Projekt auf der Basis von Cover-Songs, das Repertoire umfasst seither Titel vieler namhafter Country-Songwriter und -Interpreten. Für Studio-Aufnahmen wurden einige Titel selbst geschrieben. 2010 traten John TC & the Troubleshooters mit der Eigenkomposition Country Life in einer Sondersendung von Radio FRO auf.
Im März 2013 veröffentlichte die Band mit der CD Country Life ihr erstes Album. Die Single-Auskopplung Country Life erhielt den österreichischen Award „Song des Jahres“.
Im Herbst 2015 erschien die CD John’s Coffee, eine Special-EP-Edition mit fünf Songs, die zusammen mit einer eigenen Kaffeemarke John’s Coffee auf den Markt gebracht wurde. Die Aufnahmen zu dieser Produktion erfolgten teilweise in Nashville, auf zwei Titeln wirkte Studio-Gitarrist Brent Mason mit.
Seit März 2015 war die Band eine Zeitlang mit der American Dinner Show, einem einzigartigen Showprogramm mit Dinner-Varieté auf Tour. Dieses führte durch eine musikalische Zeitreise, bei der Nashville- und Bakersfield-Sound, New Country und Traditionals zu hören waren.
Im Oktober 2016 wurde das Album American Music veröffentlicht, für die John TC und seine Band wieder mit einigen namhaften Session-Musikern aus Nashville sowie dem Clueskim-Produktionsteam zusammenarbeiteten.
Mitte Oktober 2017 folgte das wiederum teilweise in Nashville produzierte Weihnachts-Album John TC's Christmas Party – auf dieser CD sind neben John TC & the Troubleshooters als musikalische Gäste auch Ty Tender, die Maddow Hill Band, Alina D. und Birgit Koch zu hören.

## Diskografie
- 2013: Country Life
- 2015: John’s Coffee (EP)
- 2016: American Music
- 2017: John TC's Christmas Party

## Auszeichnungen und Nominierungen
- 2010: Band des Jahres – Music&Artist Club[5]
- 2011: Musiker des Jahres Professor Harald Zuschrader – ACMF-Award
- 2013: Song des Jahres – ACMF-Award. Externe Jury: Radio Arabella, Ty Tender, Musik Frenkenberger
- 2011–2015: mehrfach nominiert für[6] Austrian Country Music Award – Kategorien Band des Jahres, Sängerin des Jahres, Sänger des Jahres